# Mama, I'm Coming Home
«Mama, I'm Coming Home» es la tercera canción del álbum No More Tears (1991) del músico británico de heavy metal Ozzy Osbourne. La letra de la canción se inspiró en su esposa y mánager, Sharon Osbourne, a quien Ozzy llama "Mama", y de su vuelta con ella después de una ruptura y posterior periodo de rehabilitación producto de diversas adicciones.   La canción fue compuesta junto a Lemmy, líder de la banda de heavy metal Motörhead, a quién se llamó para componer letras para el álbum No More Tears, poniendo letras a "Hellraiser, "Desire", y "I Don't Want to Change the World."
El sencillo es el único de Ozzy Osbourne en entrar en el Top 40 del Billboard Hot 100, alcanzando el puesto número 28; su único otro Top 40 fue su dueto con Lita Ford, "If I Close My Eyes Forever" que llegó al puesto número 8. También alcanzó el puesto número 2 de la lista del Billboard' Mainstream Rock Tracks.

## Personal
- Ozzy Osbourne - voz
- Zakk Wylde - guitarra
- Bob Daisley - bajo
- Randy Castillo - batería